# Ju-on: The Beginning of the End
Ju-on: Owari no Hajimari (呪怨: 終わりの始まり?), conocida en occidente como La Maldición: El Inicio del Fin en español y The Grudge: The Beginning of the End en inglés, es una película de terror japonesa de 2014 y supone la séptima entrega de la serie de terror japonesa Ju-on creada por Takashi Shimizu. Fue dirigida por Masayuki Ochiai y escrita por Ochiai y Takashige Ichise. La película no es una secuela directa de ninguna de las anteriores, ni una precuela de las mismas, sino un reboot de la saga, esto es, un inicio alternativo de la trágica historia de la familia Saeki y la maldición que persigue a todo aquel que se adentra en su casa.

## Sinopsis
Una maestra de escuela llamada Yui visita la casa de un chico llamado Toshio Saeki, que ha estado ausente del colegio por un largo periodo de tiempo. Cuando llega, revive el terrible drama que se produjo en el hogar de los Saeki tiempo atrás. Una caja de cartón en un armario es la clave para revelar una verdad oculta por mucho tiempo.

## Argumento
Dos trabajadores de servicios sociales para la infancia, Yoshizaki y Yamamoto, acompañados por un oficial de policía, acuden a una vivienda alertados por un posible caso de abuso a un niño llamado Toshio. Nadie responde adentro, así que deciden entrar. En el armario de una de las habitaciones del piso superior, descubren el cuerpo atado de pies y manos de un niño que lleva aparentemente varios días muerto.
Yui (結衣)
A Yui Shuono se le ofrece la posibilidad de suplir al Sr. Konishi, un profesor de 3.er grado que renunció repentinamente al puesto por motivos personales. Yui comparte la buena noticia con su novio, Naoto, que trabaja como guionista. Pronto, el repetido ausentismo de uno de sus alumnos, Toshio Saeki, comienza a preocuparla. Más aún cuando nadie responde a sus llamadas en la casa del joven alumno.
Nanami (七海)
Las jóvenes estudiantes Yayoi, Rina y Aoi, convencen a su amiga Nanami para visitar una casa que, según un rumor, está maldita debido a unos espeluznantes acontecimientos que acaecieron allí. Aoi tiene la llave de la casa, pues su hermana trabaja para una agencia inmobiliaria. Una vez en el interior, Yayoi, Rina y Aoi encuentran tres dibujos hechos por un niño pequeño: una adolescente en una cama con algo abultado bajo las frazadas, otra muchacha con el rostro quemado y otra con la quijada desgarrada. 
Mientras, Nanami es atraída por el canto de un niño hacia una de las habitaciones de la planta superior. En el interior, se aparece junto a ella la figura de un niño.
Kayako (伽椰子)
Yui va a la casa de los Saeki para preguntar por el estado del chico. La madre de Toshio, Kayako, que se comporta de manera extraña, le dice que el niño no se encuentra en la casa. Después la voz de un niño atrae a la profesora hasta la habitación del chico. El cuarto parece precintado y dentro encuentra un misterioso armario igualmente precintado.
Yayoi (弥生)
Yayoi comienza a sentirse mal durante una clase en la escuela y acude a la enfermería pero no encuentra a nadie allí. Se tumba entonces en una cama, de entre cuyas sábanas emerge un niño que la hace desaparecer.
Rina (莉奈)
Nanami y Aoi van a casa de Rina y la encuentran encerrada y asustada en su habitación. Una vez que sus amigas se han ido, Rina hierve agua en la cocina cuando la tapa de la tetera sale disparada y el vapor le quema la cara. Detrás de ella se abre la puerta de la nevera de la que salen los brazos de un niño que la agarran y la arrastran hacia el interior.
Yui encuentra el diario de Kayako en un aula del colegio y se lo lleva a casa. Naoto, preocupado por el estado de su novia, que ha empezado a actuar de forma extraña, decide investigar. En el diario de Kayako señala haberse mudado con su esposo a la casa y manifiesta una gran alegría por su nuevo hogar y su deseo de tener un hijo. Con el pasar del tiempo sus sentimientos se vuelven frustración y una obsesión enfermiza por no poder embarazarse, de lo que culpa a su esposo Takeo por estar siempre fuera de casa por trabajo. Unas páginas en blanco después, cuenta como un día estando sola en la casa se le acercó un niño que la llamó mamá y en aquel instante quedó embarazada. El hijo que esperaba se llamaría Toshio.
Aoi (葵)
Aoi, que no ha conseguido sacar más información a su hermana y a su cuñado Kyosuke acerca de la casa maldita, se encuentra en el baño frente al espejo cuando de repente, aparece la mano de un niño que la agarra por la mandíbula. La hermana, alertada por los gritos acude al baño, pero no encuentra más que sangre y la quijada arrancada en la ducha.
Nanami se encuentra en un vagón de metro cuando cree ver a Aoi y a Rina en el interior del mismo. Se acerca a ellas pero cuando estas se vuelven observa que una no tiene mandíbula y la otra tiene la cara quemada. Nanami cae al suelo y se le aparece la cara de Yayoi en el techo del vagón, tras lo cual aparece en el interior de la casa maldita y allí, desaparece sin más. En ese preciso momento accede a la casa la agente inmobiliaria acompañada por una pareja interesada en adquirir la vivienda. Se trata de Kayako y Takeo Saeki.
Naoto (直人)
Naoto acude a la inmobiliaria que administra la casa de los Saeki para preguntar por la familia. Allí le atiende Kyosuke, que en un principio se muestra reticente a proporcionarle información, pero cuando se entera de que la novia de Naoto ha cambiado desde que pisó esa casa, accede a sincerarse. Cuenta que 19 años atrás un niño murió en esa casa y que fuehace ya diez años que su esposa y la hermana de ésta murieron poco después de entrar en la casa.
Naoto continúa su investigación en la biblioteca local consultando las noticias de los periódicos sobre el caso del niño que murió en la casa hace 19 años y así descubre que su nombre era Toshio Yamaga, quien fue atado y encerrado por su familia en un armario, muriendo de hambre y deshidratación. Ya en casa, compara la foto de Toshio Yamaga con la del alumno de su novia, Toshio Saeki descubriendo que son idénticos. Entonces una mano aparece por detrás y lo asesina rompiendo su cuello. Yui descubre la macabra escena.
Toshio (俊雄)
Yui vuelve a la residencia de los Saeki. En el armario precintado encuentra una caja de cartón en cuyo interior halla un álbum de fotos familiar y unas cintas de video donde se ve a los Saeki con su hijo, quien se muestra como un niño normal excepto por un cierto desapego hacia Yakeo y un gran rechazo a los lugares consagrados. En una de las cintas grabadas antes de su embarazo, aparece Kayako durmiendo en la habitación donde murió Toshio Yamaga, en algún momento se abre el armario y sale de su interior un niño que se acerca a ella, la llama mamá y parece introducirse en su cuerpo. 
En ese momento Yui tiene una visión sobre una discusión entre la pareja Saeki en el salón de la casa. Kayako se burla y confiesa que Toshio no es hijo de Takeo quien, asumiendo que es producto de una infidelidad, se deja dominar por la ira y los celos asesinandola con sus manos; después, se acerca al niño portando un cuchillo en la mano. 
Yui encuentra el cadáver de Kayako en la buhardilla que esconde el armario. El cadáver "despierta" y persigue a la profesora. De repente Yui se despierta en su piso. Oye hablar a Naoto desde el salón, pero cuando llega encuentra el cadáver de su novio en pie caminando hacia ella.

## Estructura narrativa y temporal
Atención: lo que sigue a continuación puede contener Spoilers.
Como sucede en las anteriores de la saga, esta película se divide en varios capítulos, ocho concretamente, titulados con el nombre de su protagonista y que no tienen continuidad temporal. Los hechos que se narran se desarrollan en tres espacios temporales diferentes. Por orden cronológico, la historia se sucedería de la siguiente manera:
- 19 años atrás: muerte de Toshio Yamaga
- 10 años atrás: suceden los acontecimientos protagonizados por Nanami y sus amigas Yayoi, Rina y Aoi. Inmediatamente después la pareja Saeki se muda a la casa.
- Actualidad: Toshio Saeki presencia el brutal asesinato de su madre a manos de su padre. Suceden los acontecimientos protagonizados por Yui y Naoto.

## Reparto
| Actor/Actriz    | Rol             |
| --------------- | --------------- |
| Nozomi Sasaki   | Yui Ikuno       |
| Sho Aoyagi      | Naoto Miyakoshi |
| Reina Triendl   | Nanami          |
| Miho Kanazawa   | Rina            |
| Haori Takahashi | Aoi             |
| Yuina Kuroshima | Yayoi           |
| Misaki Saisho   | Kayako Saeki    |
| Kai Kobayashi   | Toshio Saeki    |
| Yasuhito Hida   | Takeo Saeki     |

## Producción
En una conferencia de prensa celebrada el 26 de febrero de 2014 en el Akagi Shrine de Tokio, se anunció que Masayuki Ochiai se encargaría de dirigir la nueva película, que llevaría por título Ju-On: Owari no Hajimari (The Grudge: The Beginning of the End). La filmación comenzó poco después, el 4 de marzo de 2014. El primer avance del tráiler fue lanzado el 14 de marzo de 2014, seguido del tráiler oficial el 9 de mayo de 2014. Finalmente se estrenó en los cines japoneses el 28 de junio de 2014. Su estreno internacional tuvo lugar en el Fantasia International Film Festival de Montreal el 30 de julio de 2014.